# Pierre Judet de La Combe
 (juin 2013).
Si vous disposez d'ouvrages ou d'articles de référence ou si vous connaissez des sites web de qualité traitant du thème abordé ici, merci de compléter l'article en donnant les références utiles à sa vérifiabilité et en les liant à la section « Notes et références ».
Pour les articles homonymes, voir Judet.
Pierre Judet de La Combe (né en 1949) est un helléniste français, directeur d'études à l'École des hautes études en sciences sociales (EHESS).

## Biographie
Agrégé de grammaire en 1972, Pierre Judet de La Combe soutient en 1981 sa thèse à l'université Lille III (« La réflexion lyrique dans l'Agamemnon d'Eschyle ») sous la direction de Jean Bollack. Élève et collaborateur de celui-ci, appartenant de fait à l'« École de Lille », il s'est spécialisé dans l'herméneutique de la tragédie grecque ; son travail porte en particulier sur Eschyle et la poésie grecque archaïque (Hésiode, Stésichore et Pindare), mais aussi sur l'histoire de la philologie et l'avenir de l'éducation en Europe.
En 1992, il obtient une habilitation à diriger des recherches.
En 1975, il entre au CNRS ; de 1986 à 1997, il dirige le Centre de recherches philologiques de Lille III fondé par Jean Bollack. En 2002, il est nommé directeur d'études à l'EHESS. Depuis 2003, il est membre du Centre de recherches interdisciplinaires sur l'Allemagne[réf. nécessaire] (CNRS/EHESS). Il est aujourd'hui membre du Centre Georg Simmel - Recherches franco-allemandes en sciences sociales (CNRS/EHESS).
En plus de son activité d'enseignement à Lille III (depuis 1978), il enseigne de 1981 à 1987 la littérature grecque à l'École normale supérieure (Ulm). Depuis 2003, il enseigne l'interprétation littéraire à l'EHESS. Il a été en 2002 professeur invité à l'université de São Paulo au Brésil. 
Depuis la rentrée 2022, son podcast Quand les dieux rôdaient sur la Terre est diffusé sur France Inter.

## Publications
- Avec Jean Bollack et Heinz Wismann, La Réplique de Jocaste : sur les fragments d'un poème lyrique découverts à Lille (Papyrus Lille 76 a, b et c), Paris, Éditions de la Maison des sciences de l'homme, 1977, 104 p. (ISBN 978-2-85939-062-4, lire en ligne)
- L'"Agamemnon" d'Eschyle : commentaire des dialogues, Villeneuve-d'Ascq, Presses universitaires du Septentrion, 2001, 892 p. (ISBN 2-85939-627-6, lire en ligne)
- Avec Heinz Wismann, L'Avenir des langues : repenser les Humanités, Paris, Ed. du Cerf, 2004, 242 p. (ISBN 2-204-07602-3)
- (de) Warum sich mit Sprache beschäftigen? : Vorüberlegungen zu einer europäischen Bildung, Hildesheim, G. Olms, 2007 (ISBN 978-3-487-13549-6)
- Les tragédies grecques sont-elles tragiques ? : théâtre et théorie, Montrouge, Bayard, 2010, 334 p. (ISBN 978-2-227-48139-8)
- Médée, Paris, Éditions Les Belles Lettres, coll. « Collection Classiques en Poche », 2012, 214 p. (ISBN 978-2-251-80024-0)
- L'Avenir des anciens : oser lire les Grecs et les Latins, Paris, Albin Michel, 2016, 197 p. (ISBN 978-2-226-31504-5)
- Homère, Paris, Gallimard, coll. « Folio. Biographies », 2017, 366 p. (ISBN 978-2-07-046386-2)
- Iliade, traduction parue dans Tout Homère, sous la direction d'Hélène Monsacré, Paris, coédition Les Belles Lettres et Albin Michel, 2019, 1296 pages  (EAN 9782226439789)
- Quand les Dieux rôdaient sur la Terre, Paris, coédition Les Belles Lettres et Albin Michel, 608 p., 2024  (ISBN 978-2226490964)

## Distinctions
Pierre Judet de La Combe reçoit en 2020 le Prix Bordin décerné par l'Académie des inscriptions et belles-lettres pour sa biographie Homère (Gallimard, 2020) et pour sa traduction de l’Iliade parue dans Tout Homère la même année.